# Saint-Georges-de-Montclard
Saint-Georges-de-Montclard là một xã, nằm ở tỉnh Dordogne vùng Aquitaine của Pháp. Xã này có diện tích 13,68 kilômét vuông, dân số năm 2004 là 260 người. Xã nằm ở khu vực có độ cao trung bình 99 m trên mực nước biển.

## Thông tin nhân khẩu
| Năm    | 1962 | 1968 | 1975 | 1982 | 1990 | 1999 | 2004 |
| ------ | ---- | ---- | ---- | ---- | ---- | ---- | ---- |
| Dân số | 314  | 273  | 263  | 262  | 258  | 268  | 260  |